# Casseler Tageblatt
Das Casseler Tageblatt (ab 1926 Kasseler Tageblatt) war eine deutsche Tageszeitung, die in Kassel erschien.

## Geschichte
Die Brüder Carl und Adolph Gotthelft hatten Drucker gelernt und 1841 kaufte ihr Vater Abraham Herz Gotthelft seinem älteren Sohn Carl (1817–1880) eine Druckerei in Kassel. Da diese in den Revolutionsjahren 1848/50 die liberale Neue Hessische Zeitung und 1850 das satirische und radikal-demokratische Blatt Hornisse druckte, verlor sie 1850 ihre Drucklizenz.
Erst 1853, als der jüngere Bruder Adolph (1828–1901) nach Kassel kam und monatelang um die Erlaubnis zur Herausgabe einer Tageszeitung petitionierte, wurde dies von der kurhessischen Regierung genehmigt, ebenso zuletzt auch die Hinzunahme seines Bruders Carl als Partner. Das Blatt durfte nur unter dem Namen Gewerbliches Tageblatt und Anzeiger erscheinen, und es durfte keinen Leitartikel oder sonstige politische Nachrichten enthalten. Nur gewerbliche Mitteilungen und Artikel politisch harmloser Natur waren gestattet, und über politische Vorgänge im Reich durfte berichtet werden. Die erste Nummer erschien im Dezember 1853. Nachdem Kurhessen 1866 von Preußen annektiert worden war, wurde das Blatt in Gewerbliches Tageblatt und Anzeiger für die Provinz Hessen umbenannt.
Im Jahre 1879 wurde die Zeitung in Casseler Tageblatt umbenannt. Das Blatt erschien ab 1900 täglich in zwei Ausgaben bei einer Auflage von bis zu 21.000 Exemplaren (Kassel hatte 106.034 Einwohner am 1. Dezember 1900). Nach Carl und Adolph Gotthelft führten Carls Söhne Wilhelm (1847–1923), Theodor (1850–1916) und Albert und Adolphs Sohn Richard (1857–1933) die Druckerei und das Tageblatt weiter.
Während der Weimarer Republik setzte sich der Aufschwung nicht fort. Der Anzeigenteil verringerte sich, insbesondere aufgrund der wirtschaftlichen Schwierigkeiten (Hyperinflation 1919–1923, Weltwirtschaftskrise ab 1929), und offenbar spielte auch nationalsozialistische Boykottpropaganda gegen die „in jüdischem Besitz“ befindliche Tageszeitung eine Rolle. Am 29. September 1932 erschien die letzte Ausgabe der Zeitung. Richard Gotthelft und seine Frau Selma begingen im Juni 1933 Suizid in Kassel.

## Mitarbeiter
- Carl Gotthelft (Verleger, ab 1917 Chefredakteur)[5]
- Frieda H. Sichel (geborene Gotthelft, Verlegertochter, Mitarbeit um 1917/18)
- Friedrich Müller (Sohn des Malers Friedrich Wilhelm Müller, Redaktionsleiter bis 1866)[6]
- Fritz Brentano (Chefredakteur um 1870)
- Ernst Zöllner (Theaterkritiker, Feuilletonredakteur um 1900)[7]
- Siegmund Dispeker (Feuilletonredakteur 1919–1933)[8]
- Richard May (Politik, Korrespondent in Berlin um 1930)

## Belege
1. ↑  Chronik der Jahre 1800–1899 | kassel.de: Der offizielle Internetauftritt der Stadt Kassel. In: kassel.de, abgerufen am 24. November 2020
2. ↑  Gewerbliches Tageblatt und Anzeiger für die Provinz Hessen. ZDB-ID 995151-9 In: zdb-katalog.de, abgerufen am 24. November 2020
3. 1 2  Kasseler Zeitungen auf Mikrofilm. (Seite nicht mehr abrufbar, festgestellt im Oktober 2022. Suche in Webarchiven)  Info: Der Link wurde automatisch als defekt markiert. Bitte prüfe den Link gemäß Anleitung und entferne dann diesen Hinweis. In: uni-kassel.de, abgerufen am 24. November 2020. (PDF)
4. ↑  Dietfrid Krause-Vilmar: Streiflichter zur neueren Geschichte der Jüdischen Gemeinde Kassel. Marburg 2000, S. 13–24, urn:nbn:de:hebis:34-2006112815968.
5. ↑  Joseph Walk, Leo Baeck Institute (Hg.): Kurzbiographien zur Geschichte der Juden: 1918–1945. München: K. G. Saur, 1988, S. 123, am 17. Oktober 2023 abgerufen von https://books.google.de/books?id=Y8ydCgAAQBAJ&lpg=PA123&dq=%22kasseler%20tageblatt%22%20%22redakteur%22&hl=de&pg=PA123#v=onepage&q=%22kasseler%20tageblatt%22%20%22redakteur%22&f=false
6. ↑  Am 14. Februar entschlief, in: Hessenland, Zeitschrift für hessische Geschichte und Literatur, 10. Jg., Nr. 5, März 1896, S. 68 abgerufen am 17. Oktober 2023 von https://orka.bibliothek.uni-kassel.de/viewer/image/1289911336242_0010/73/
7. ↑  Todesfälle. In: Hessenland, Hessisches Heimatblatt, Zeitschrift für hessische Geschichte, Volks- und Heimatkunde,  34. Jg., Nr. 3/4, Fenriar 1920, S. 29, abgerufen am 17. Oktober 2023 von https://orka.bibliothek.uni-kassel.de/viewer/image/1289911336242_0034/36/
8. ↑  Dietrich Heither, Wolfgang Matthäus, Bernd Pieper: Als jüdische Schülerin entlassen. Erinnerungen und Dokumente zur Geschichte der Heinrich-Schütz-Schule in Kassel. Verlag Gesamthochschulbibliothek Kassel 1987, 2. Aufl., S. 63, Fußnote, abgerufen am 17. Oktober 2023 von https://www.yumpu.com/de/document/read/21937075/als-judische-schulerin-entlassen-kobra